# Smart Studios

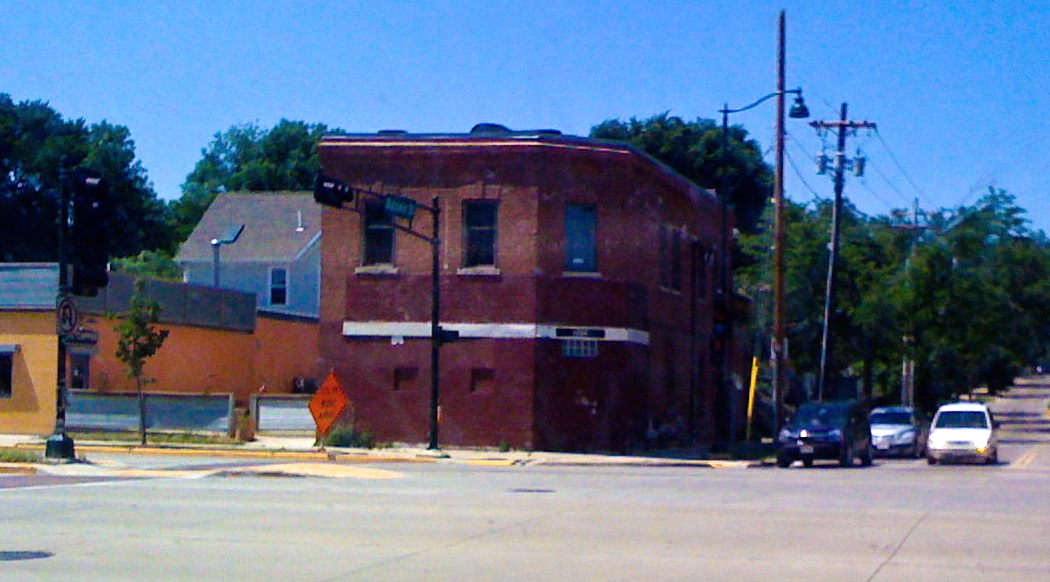
Smart Studios den 5 juli 2008.

Smart Studios var en inspelningsstudio som låg i Madison, Wisconsin, USA. Den grundades 1983 av Butch Vig och Steve Marker (från Garbage). Smart Studios blev känd efter att grupper såsom Killdozer och Tad spelat in där. Under 1990 spelade Nirvana in den version av "Polly" som senare skulle släppas på deras andra album, Nevermind. The Smashing Pumpkins debutalbum Gish spelades också in här. Den 1 maj 2010 stängdes inspelningsstudion på grund av ekonomiska problem.

## Ett urval av album som spelats in i studion
- Killdozer: Intellectuals are the Shoeshine Boys of the Ruling Elite (1984)
- Killdozer: Snake Boy (1985)
- The Cruckifucks: Wisconsin (1986)
- Snowcake: Strangled/SceneZine EP (1987)
- Killdozer: Little Baby Buntin' (1988)
- Tar Babies: Honey Bubble (1988–1989)
- Die Kreuzen: Gone Away EP (1989)
- Killdozer: Twelve Point Buck (1989)
- King Snake Roost: Ground Into the Dirt (1990)
- Laughing Hyenas: Life of Crime (1990)
- The Smashing Pumpkins: Gish (1990–1991)
- Tad: 8-Way Santa (1991)
- The Young Fresh Fellows: Electric Bird Digest (1991)
- L7: Bricks Are Heavy (1991–1992)
- Walt Mink: Miss Happiness (1992)
- Chainsaw Kittens: Flipped Out in Singapore (1992)
- Freedy Johnston: This Perfect World (1994)
- Everclear: Sparkle and Fade (1994)
- Soul Asylum: Let Your Dim Light Shine (1994–1995)
- Garbage: Garbage (1994–1995)
- Archers of Loaf: All the Nations Airports (1996)
- Garbage: Version 2.0 (1997–1998)
- Rainer Maria: Look Now Look Again (1998)
- The Promise Ring: Boys + Girls EP (1998)
- Citizen King: Mobile Estates (1999)
- Rainer Maria: A Better Version of Me (1999)
- Garbage: Beautiful Garbage (2000–2001)
- Rainer Maria: Ears Ring EP (2002)
- Fall Out Boy: Take This to Your Grave (2003)
- The Lovehammers: Murder on My Mind (2003)
- Split Habit: Put Your Money Where Your Mouth Is (2003)
- Garbage: Bleed Like Me (2003–2004)
- As Tall as Lions: Lafcadio (2004)
- Hawthorne Heights: The Silence in Black and White (2004)
- Death Cab for Cutie: Plans (2005)
- Sparklehorse: Dreamt for Light Years in the Belly of a Mountain (2006)
- Jimmy Eat World: Chase This Light (2006–2007)
- Tegan and Sara: The Con (2007)
- Hotel Lights: Firecracker People (2007)
- The Leftovers: On the Move (2007)
- Charlemange: We Can Build An Island (2007)
- Death Cab for Cutie: Narrow Stairs (2007)